# Aleea Clasicilor

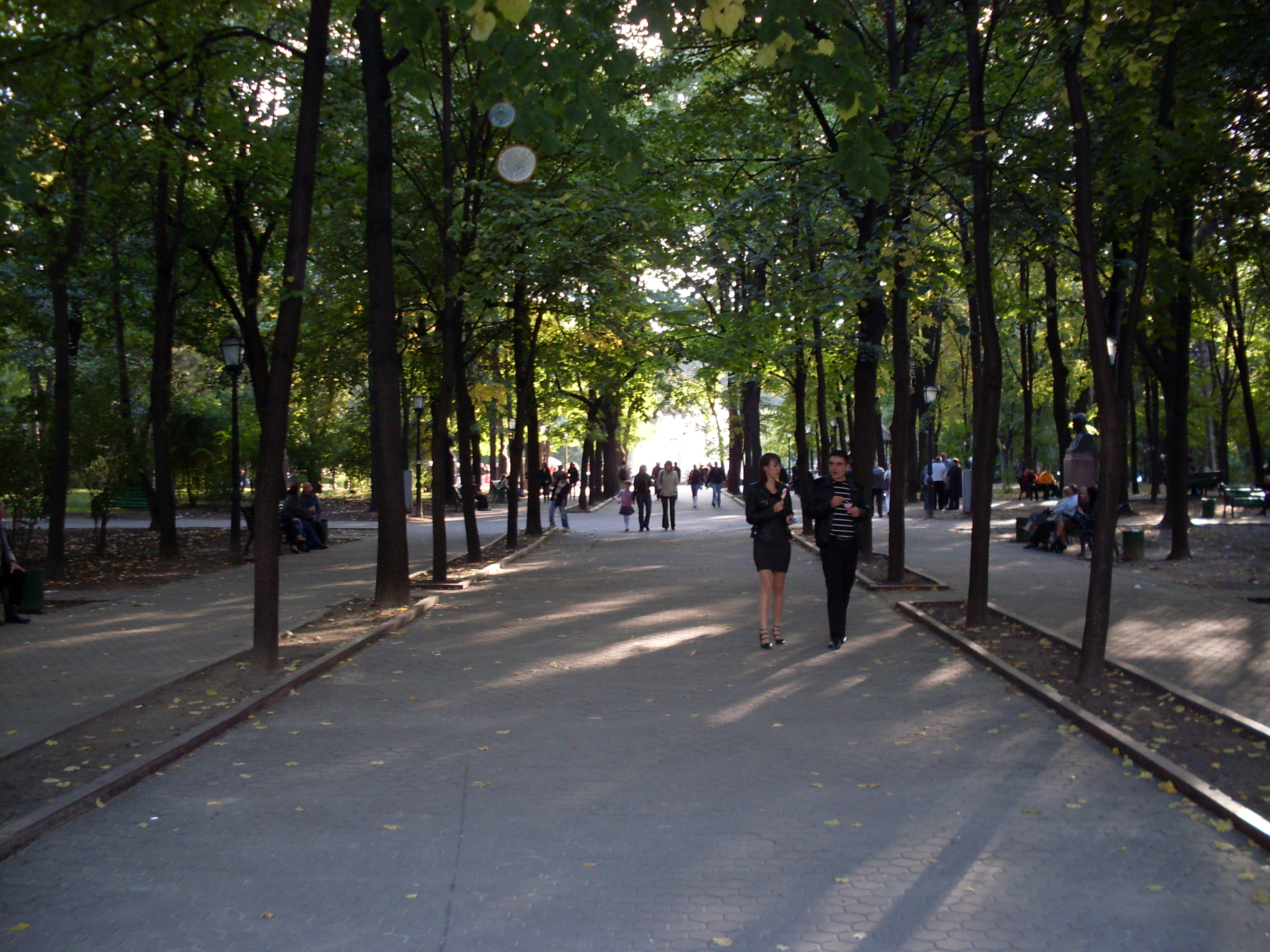
Aleea Clasicilor văzută dinspre bd. Ștefan cel Mare

Aleea Clasicilor este un complex sculptural aflat în Grădina Publică „Ștefan cel Mare” din Chișinău (în centru). Pe ambele părți ale aleii sunt amplasate busturile din granit roșu ale clasicilor literaturii române și ale animatorilor politici notorii pentru Republica Moldova. Se cuprinde între bulevardul Ștefan cel Mare și Sfânt și bustul de bronz al lui Aleksandr Pușkin, așezat pe o coloană de granit (lucrare de Aleksandr Opekușin, 1885). Aleea a fost construită și a primit numele în 1958, iar de atunci a devenit una dintre principalele atracții turistice ale Chișinăului. La început, în alee erau instalate 12 busturi, însă după destrămarea Uniunii Sovietice acestora le-au fost adăugate busturi ale scriitorilor și poeților români și basarabeni a căror activitate nu era studiată în cadrul regimului sovietic.
În ziua de astăzi, de-a lungul Aleii Clasicilor sunt înșirate 28 busturi.
| Bust                     | Imagine | Anul instalării | Artist                               |
| ------------------------ | ------- | --------------- | ------------------------------------ |
| Vasile Alecsandri        |         | 1957            | Lazăr Dubinovschi                    |
| Tudor Arghezi            |         | 1995            | Dimitrie Verdeanu                    |
| Gheorghe Asachi          |         | 1957            | Lazăr Dubinovschi                    |
| George Bacovia           |         | 2001            | Milița Petrașcu                      |
| Lucian Blaga             |         | 1992            | Alexandra Picunov                    |
| Dimitrie Cantemir        |         | 1957            | Nikolai Gorenîșev                    |
| George Călinescu         |         | 1997            | Serghei Ganenko                      |
| George Coșbuc            |         | 1996            | Constantin Popovici                  |
| Ion Creangă              |         | 1957            | Lev Averbuh                          |
| Alexandru Donici         |         | 1957            | Ioan Cheptănaru                      |
| Mircea Eliade            |         | 1997            | Vasile Golea                         |
| Mihai Eminescu           |         | 1957            | Lazăr Dubinovschi                    |
| Octavian Goga            |         | 2000            | Cornel Medrea                        |
| Bogdan Petriceicu-Hasdeu |         | 1957            | Ioan Cheptănaru                      |
| Alexandru Hâjdeu         |         | 1957            | Vladislav Krakoveak                  |
| Nicolae Iorga            |         | anii 1990       | Mihail Ekobici                       |
| Mihail Kogălniceanu      |         |                 |                                      |
| Alexei Mateevici         |         | 1990            | Dmitri Rusu-Skvorțov                 |
| Nicolae Milescu-Spătarul |         | 1957            | Lev Averbuh                          |
| Costache Negruzzi        |         | 1957            | Lazăr Dubinovschi și Aleksandr Maiko |
| Adrian Păunescu          |         | 2011            | Romi Adam                            |
| Liviu Rebreanu           |         | 2009, restaurat | Milița Petrașcu                      |
| Alecu Russo              |         | 1957            | Vasile Larcenko                      |
| Mihail Sadoveanu         |         | anii 1990       | grup de artiști                      |
| Constantin Stamati       |         | 1957            | Leonid Fitov                         |
| Nichita Stănescu         |         | anii 1990       | grup de artiști                      |
| Constantin Stere         |         | 1991            | Gheorghe Dubrovin                    |
| Grigore Vieru            |         | 2010            | Victor Macovei și Ruslan Tihonciuc   |